# Les Roques
Les Roques – miejscowość w Hiszpanii, w Katalonii, w prowincji Girona, w comarce Alt Empordà, w gminie Bàscara.
Według danych INE z 2005 roku miejscowość zamieszkiwało 97 osób.